# Ahmad Aldžandí
Ahmad Aldžandí (arabsky أحمد الجندي, anglicky Ahmed El-Gendy; * 1. března 2000 Káhira) je egyptský moderní pětibojař. 
Pochází ze sportovní rodiny, od dětství se věnoval plavání a pak se zaměřil na moderní pětiboj. Od roku 2017 je členem klubu al-Šams SC. Jeho první velkou soutěží byly Letní olympijské hry mládeže 2018 v Buenos Aires, kde zvítězil jak v individuální soutěži, tak s Číňankou Ku Jie-wen i ve smíšené štafetě. V letech 2018 a 2021 se stal juniorským mistrem světa.
Na seniorském mistrovství světa v moderním pětiboji 2021 byl třetí v soutěžích jednotlivců i družstev. Poprvé startoval na olympiádě na LOH 2020, kde obsadil druhé místo za Joem Choongem z Velké Británie. Vybojoval tak pro Egypt první olympijskou medaili z moderního pětiboje. Na MS 2023 získal zlatou medaili v týmové soutěži a v tomto roce se stal také mistrem Afriky v moderním pětiboji jednotlivců i družstev. V březnu 2024 vyhrál závod světového poháru v Káhiře. 
Na Letních olympijských hrách 2024 byl spolu se vzpěračkou Sarou Ahmedovou vlajkonošem egyptské delegace. V soutěži moderních pětibojařů s přehledem vyhrál svoje semifinále a ve finále zvítězil v novém světovém rekordu 1555 bodů. Stal se tak prvním africkým olympijským vítězem v moderním pětiboji a jediným Egypťanem, který získal na pařížské olympiádě zlatou medaili. Časopis Forbes ho zařadil mezi třicet blízkovýchodních osobností mladších třiceti let.